# C23H30N2
化学式C23H30N2（摩尔质量：334.50 g/mol）可以指：
- 依莫帕米，混合CAS号：78370-13-5 
  - (+)-异构体，CAS号：101238-50-0 
  - (-)-异构体，CAS号：101238-51-1 ，盐酸盐CAS号：101238-54-4
- 3-己基-2-戊基-4,7-二氮杂菲，CAS号：774596-15-5

|  | 这个同类索引页列出了具有相同分子式的化学物（即同分異構體）条目。 除非您是有意链接至本页，否则应将相应条目的内部链接指向正确的条目。 |